# 鷲山恭彦
鷲山 恭彦（わしやま やすひこ、1943年2月27日 - ）は、日本の文学者（ドイツ文学・ドイツ社会思想）。学位は文学修士（東京大学・1970年）。公益社団法人大日本報徳社社長（第8代）、東京学芸大学名誉教授。松本亀次郎記念日中友好国際交流の会会長。
新潟大学教養部講師、東京学芸大学教育学部教授、東京学芸大学教育学部主事、東京学芸大学附属図書館館長、東京学芸大学学長（第10代）、国立大学法人奈良教育大学理事、独立行政法人国立青少年教育振興機構監事などを歴任した。

## 来歴

### 生い立ち
1943年、静岡県小笠郡土方村に生まれる。肺結核により中学校を1年間休学したものの、静岡県立掛川西高等学校を経て、東京大学に入学した。大学卒業後は大学院人文科学研究科に進み、修士課程を修了した。

### 研究者として
大学院修了後、新潟大学に採用され、教養部にて講師を務めた。その後、東京学芸大学に転じ、教育学部の講師となる。その後、助教授、教授と昇任した。その間に、教育学部の主事や附属図書館の館長も兼任した。2003年11月10日に東京学芸大学の学長に就任し、2010年3月31日に任期満了で退任した。同年、東京学芸大学の卒業生や教職員らで構成する「辟雍会」の会長に選任された。また、東京学芸大学より名誉教授の称号を授与された。
2010年4月、奈良教育大学、奈良教育大学附属中学校、奈良教育大学附属小学校、奈良教育大学附属幼稚園などの各学校を設置・運営する「国立大学法人奈良教育大学」の理事に就任した。理事としての職務は渉外・連携担当であり、教育担当の中谷昭、総務担当の宮﨑秀生ら他の2名の理事とともに、理事長の長友恒人を支えている。また、国立オリンピック記念青少年総合センターなどを管理・運営する独立行政法人国立青少年教育振興機構の監事に就任した。なお、独立行政法人大学評価・学位授与機構の評価研究部にて、客員教授を務めている。
なお、教育・研究活動と並行して、さまざまな公的活動や社会活動にも従事した。掛川駅の木造駅舎保存を訴え、「掛川駅木造駅舎を保存・活用する会」の会長を務めた。報徳運動にも携わっており、公益社団法人である大日本報徳社にて役員を務めた。2018年3月7日に社長の榛村純一が死去したことから、同年3月14日の社員総会により後任の社長に選出された。2015年4月18日には、掛川市ボランティア等善行功労表彰を受けている。

## 教育・研究
研究対象は文学であり、ドイツ文学とドイツ社会思想を専攻する。学生時代に「如何に生きるべきなのか、何のために生きるか」に悩み、それを模索する過程で教養小説の系譜を持つドイツ文学に関心を持ち、専攻を決めるきっかけとなった。ドイツの教養小説の魅力について、「主人公がいろんな人と出会いながら自己形成をしていくことに惹かれた」と語っている。
奈良教育大学学長の長友恒人から、同大学の一部の学生は東大寺盧舎那仏像を観たことがないまま卒業するとの逸話を聞くと、鷲山は自身が静岡県出身だが富士山に登ったことがないと冗談めかして明かしたうえで、「意識性がないとダメ」だと主張している。奈良教育大学の学生らに対して「こんなに古い歴史があるところは日本では他にはありません。大変な所に住んでいるのです」と指摘し、その点を意識するよう訴えたうえで「飛鳥、白鳳、さらには百済と、奈良に関わる歴史は徹底的に学んでもらいたい」と語っている。また、それらの歴史を学ぶ意義について、「『記憶が深い』ということは、直面している現代的課題に対しても、それだけ深く考察できる」と語っている。

## 掛川駅木造駅舎を保存・活用する会

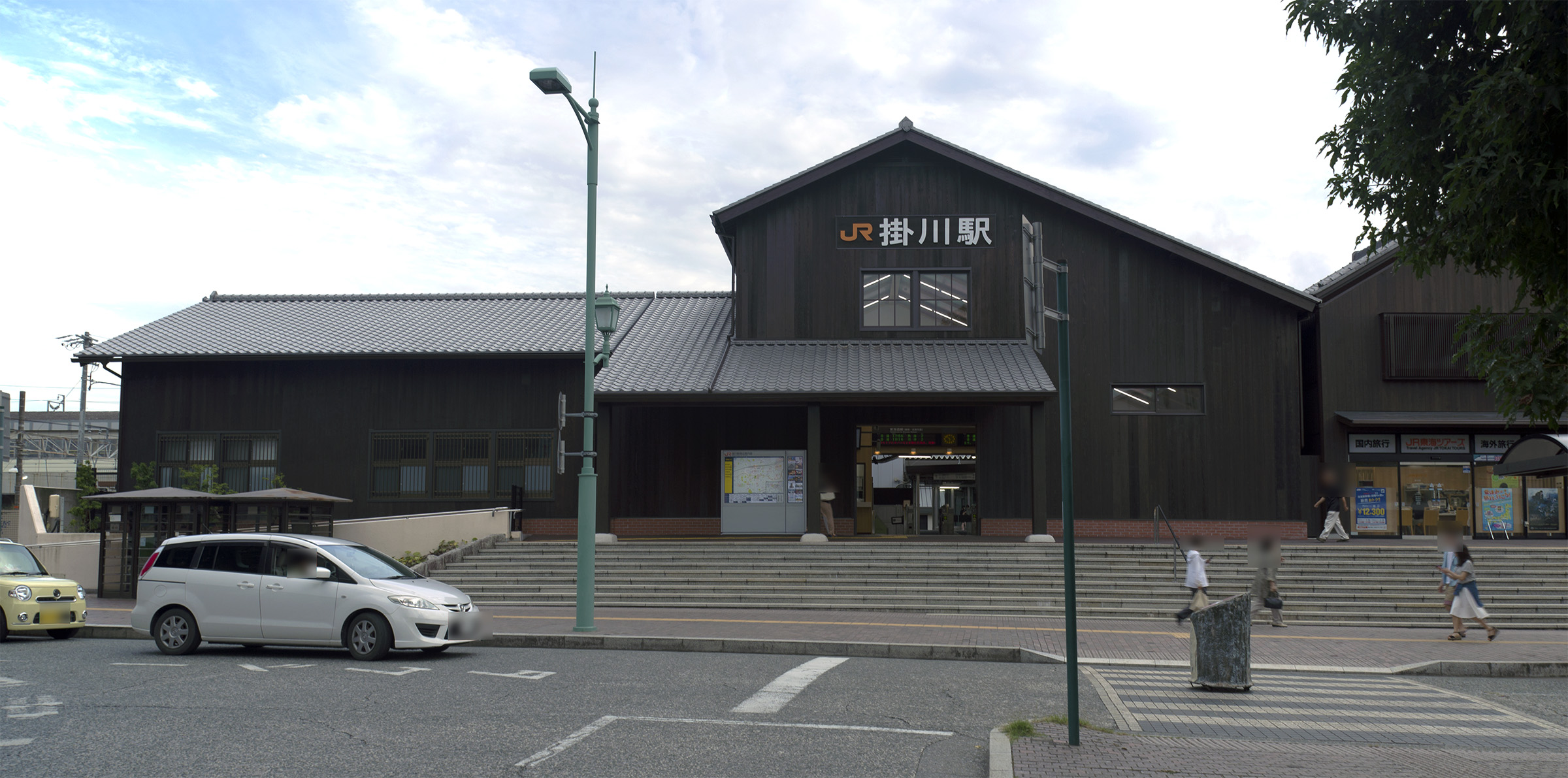
掛川駅（2014年8月撮影）

東海旅客鉄道掛川駅（JR東海道本線）の木造駅舎を保存するため、寄附を呼びかけるなどさまざまな運動を展開し、駅舎の保存、活用に尽力した。
この木造駅舎は1933年に建設されたが、老朽化が進んでおり、耐震性が不安視されていた。2006年、市長の戸塚進也は、東海旅客鉄道に対して「地震等に備えて安心・安全な駅舎にしてほしい」と要請した。2008年、市当局は、掛川市議会に対して駅舎の建て替え計画について説明した。しかし、議員から異論が相次ぎ、同年12月11日、掛川市議会の経済建設委員会は、現在の駅舎を残したうえでの耐震補強の実施を要求する総意を取り纏めた。その結果、駅舎自体の建て替えを主張する勢力と、木造駅舎を残し耐震補強の実施を主張する勢力とが、対立することになった。しかし、翌年の市長選挙において、駅舎自体の建て替えを主張していた戸塚は落選した。
このような状況の下、木造駅舎の保存を主張する勢力の中心となり、2010年2月に「掛川駅木造駅舎を保存・活用する会」を設立し会長に就任した。「多くの人々が乗降し、幼い頃から見上げ、汽車に乗り、友人を迎え、そして送った、あの木造駅舎が今に残っている。稀有なことである。奥の深い風景である」と述べ、その意義を讃えたうえで「合理的に急速に変化する現代の生活は、便利ではあるが、人を薄く、軽くしていく。対して古いものには、たくさんの歴史と思い出が宿り、深い記憶が眠る。この絶妙なバランスこそが、町の豊かさを構成し、心に潤いを与え、未来への活力になるのだ。そのシンボル、掛川駅木造駅舎を大切に残そう。そして未来につなごう」と呼びかけた。掛川駅木造駅舎を保存・活用する会は、掛川駅木造駅舎保存寄附金への寄附を呼びかけたが、目標額を大きく上回る6700万円超が集まった。
この保存運動は日本国外においても注目され、中華民国の歴史資源経理学会や、大韓民国の蔚山広域市中区当局などが、相次いで視察している。また、日本駐箚アメリカ合衆国特命全権大使のキャロライン・ケネディは、母親のジャクリーン・ケネディ・オナシスがグランド・セントラル駅の駅舎保存運動に携わっていた縁もあり、メッセージを送っている。

## 家族・親族

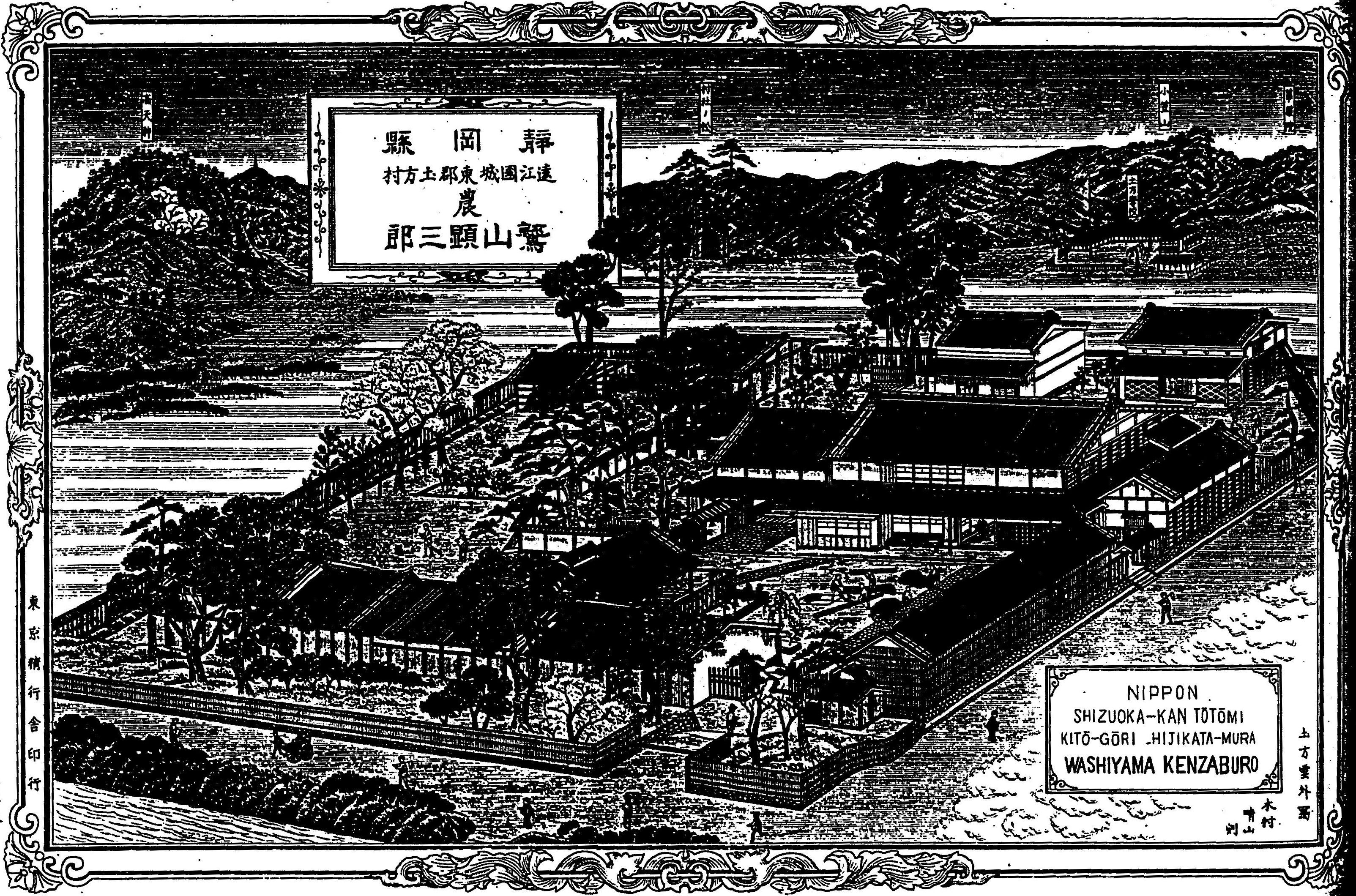
『日本博覧圖――靜岡縣』に掲載された鷲山邸の全景

静岡県掛川市の鷲山家は思想家や医師を多く輩出している。
鷲山の祖父である鷲山恭平は報徳思想の普及に尽力し、社団法人大日本報徳社の副社長を務めた。また、鷲山家の分家筋にあたる鷲山養斎も、報徳思想を広めるとともに医師として活動した。養斎の娘にあたる吉岡弥生（旧姓・鷲山）は、東京女子医科大学の設立者として知られており、吉岡家は現在も学校法人東京女子医科大学理事長などとして大学の運営に携わっている。
また、鷲山恭彦の先祖は、「かごのはな」の屋号で蔵元を営んでいた。かごのはなの銘柄「花の香」は、鷲山らの依頼により株式会社土井酒造場が復元し限定で発売している。

## 略歴
- 1943年 - 静岡県小笠郡土方村に生まれる
- 1970年
  - 東京大学大学院人文科学研究科独語独文学専門課程修士課程修了
  - 新潟大学教養部講師
- 1975年 - 東京学芸大学教育学部講師
- 1984年 - 東京学芸大学教育学部助教授
- 1993年 - 東京学芸大学教育学部教授
- 1998年 - 東京学芸大学教育学部主事
- 2003年
  - 東京学芸大学附属図書館館長
  - 東京学芸大学学長
- 2010年
  - 奈良教育大学理事
  - 大学評価・学位授与機構評価研究部客員教授
- 2018年 - 大日本報徳社社長

## 賞歴
- 2015年 - 掛川市ボランティア等善行功労表彰
- 2023年 - 瑞宝重光章[20][21]

## 著作

### 単著
- 『文学に映る歴史意識――現代ドイツ文学考』共栄書房、2013年。ゲーテ、シュトルム、トーマス・マン、ブレヒト、アンナ・ゼーガース、ハインリッヒ・マン、ルカーチ、ギュンター・グラス、クリスタ・ヴォルフ、ハイナー・ミュラー等、ドイツ文学激動の200年を照射。歴史に向き合った文学者たちの群像譚。
- 『知識基盤社会における教員養成と人間形成』学文社、2011年。

### 共著
- 鷲山恭彦・権 五定監修、李 修京編著『誠心交隣に生きる――負の歴史を超えて』合同フォレスト、2016年。  2015年9月18日に開催された、「日韓正常化50周年記念国際学術大会 日韓関係改善のための識者の対話の場」の記録。BOA(Bridge for One Asia)の中心メンバーをはじめ、日韓問題に携わる研究者及び有識者が、歴史問題や領土問題など、それぞれの立場から出された忌憚のない意見・論文を収録。明石元二郎陸軍大臣の孫にあたる明石元紹氏の発言を掲載。
- Herausgegeben von Haruki Urano und Yasuhiko Washiyama Leichtes deutsches Lesebuch mit Grammatik, Tokyo: Ikubundo, 1980. ISBN 4261008807

### 翻訳
- ジェルジ・ルカーチ著、鷲山恭彦訳『社会的存在の存在論のために――ヘーゲルの誤った存在論と正しい存在論』イザラ書房、1984年。

### 寄稿
- 小川晴久ほか編著『転形期の思想――古在由重記念論文集』梓出版社、1991年。ISBN 4900071129
- 東京学芸大学出版会設立準備会「これからの教育と大学」制作委員会編『これからの教育と大学』東京学芸大学出版会、2001年。ISBN 4901665006

### 註釈
1. ↑  静岡県小笠郡土方村は、のちの静岡県掛川市に該当する。
2. ↑  大日本報徳社の社長としては8代目である。ただし、社長の代数は、大日本報徳社の前身である遠江国報徳社から通算して表記することもある。その場合、遠江国報徳社社長であった岡田佐平治が初代社長とされ、鷲山は9代目社長とされる。ただ、岡田は大日本報徳社で社長を務めたことは一度もないため、注意を要する。

## 関連人物
- 小川晴久
- ルカーチ・ジェルジ
- 吉岡彌生